# José Enrique Carrera
José Enrique Carrera Álvarez (n. Ponferrada, provincia de León; 27 de noviembre de 1965) es un exciclista profesional español. Fue profesional entre 1986 y 1991 ininterrumpidamente.  En la ronda española se hizo con la clasificación de los sprints especiales en las ediciones de 1988.
Debutó en el equipo Reynolds y estuvo ligado a este equipo toda su carrera, excepto el año de su retirada, cuando fichó por el modesto equipo Wigarma. Destacó en su faceta de gregario.

## Palmarés
1985
- Clásica de Alcobendas

1986
- 1 etapa del Tour del Porvenir

1988
- 1 etapa de la Vuelta a Andalucía
- Ganador clasificación de los sprints especiales en la Vuelta a España

## Resultados en las grandes vueltas
| Carrera         | 1986 | 1987 | 1988 | 1989 | 1990 | 1991 |
| --------------- | ---- | ---- | ---- | ---- | ---- | ---- |
| Giro de Italia  | -    | -    | -    | -    | -    | -    |
| Tour de Francia | -    | -    | -    | -    | -    | -    |
| Vuelta a España | -    | -    | 97.º | -    | -    | -    |
| Mundial en Ruta | -    | -    | -    | -    | -    | -    |

-: no participa

Ab.: abandono

## Equipos
- Reynolds (1986-1989)
- Banesto (1990)
- Wigarma (1991)